# Zašová (železniční zastávka)
Zašová je železniční zastávka a nákladiště, která se nachází v jižní části obce Zašová v okrese Vsetín. Leží v km 6,198 železniční trati Valašské Meziříčí – Rožnov pod Radhoštěm mezi stanicí Valašské Meziříčí a dopravnou Střítež nad Bečvou.

## Historie
Zastávka byla dána do provozu 1. června 1892, tedy současně s otevřením tratě. Původně měla zastávka dvě koleje, v roce 1907 byla změněna na stanici, později na zastávku a nákladiště. Do roku 2004 cestujícím sloužila budova s vytápěnou čekárnou, kde se rovněž prodávaly jízdenky. Pro cestující byl pak zřízen prefabrikovaný přístřešek. V červnu 2010 byla provedena demolice původní nádražní budovy, na to navázala přestavba kolejiště.
Během přívalových srážek, které zasáhly oblast ve dnech 24. a 25. června 2009, došlo v nákladišti k zanesení kolejiště naplaveninami, poškozeno bylo rovněž nástupiště.

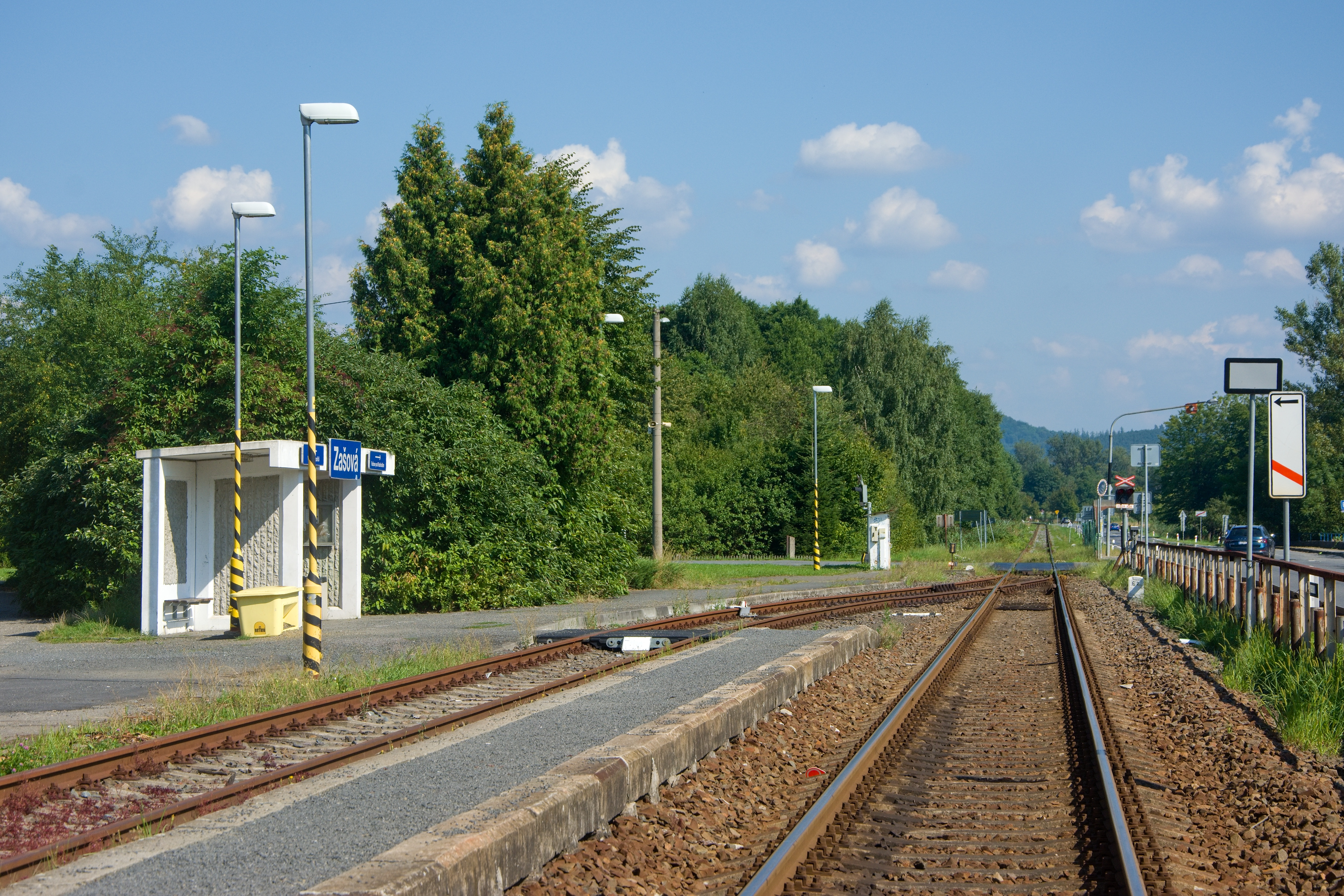
Pohled na zastávku a nákladiště směrem k střítežskému zhlaví

## Popis zastávky a nákladiště
Nákladiště má jen jedno - střítežské - zhlaví, kde je do traťové koleje č. 1 ručně přestavovanou výhybkou zapojena kusá manipulační kolej č. 2 s užitečnou délkou 65 m. V zastávce je u traťové koleje č. 1 vybudováno nástupiště o délce 93 m, nástupní hrana je ve výšce 300 mm nad temenem kolejnice. přístup na nástupiště je po přechodu přes manipulační kolej č. 2.
U střítežské straně zastávky se v km 6,253 nachází přejezd P7419, kde trať kříží silnice III. třídy č. 01876. Přejezd je vybaven světelným přejezdovým zabezpečovacím zařízením bez závor. Na opačné straně zastávky se v km 6,055 nacházi přechod pro pěší P7418, který je zabezpečen výstražnými kříži.